# Emily Rosa
Emily Rosa (Loveland, Colorado; 6 de febrero de 1987) es la persona más joven que publicó una investigación en una revista científica médica con revisión por pares. A los nueve años de edad Rosa concibió y ejecutó un estudio científico sobre el toque terapéutico, publicado en el Journal of the American Medical Association (JAMA) en 1998. Emily se graduó en psicología en la Universidad de Colorado (en la ciudad de Denver), en 2009. Sus padres son Linda Rosa y Larry Sarner, líderes del grupo activista Advocates for Children in Therapy.

## El estudio del toque terapéutico
En 1996, Rosa vio un vídeo en que practicantes del toque terapéutico (TT) alegaban poder sentir un «campo energético humano» (CEH) emanando de un cuerpo humano, y que podían usar sus manos para manipular el CEH para diagnosticar y tratar enfermedades. Contempló cómo Dolores Krieger, la coinventora del toque terapéutico, afirmó que todos tenían la capacidad de sentir el CEH. Ella oyó también a otras enfermeras decir que sentían el CEH «tibio y gelatinoso» y «con textura de tafetán». Rosa quedó impresionada con las habilidades de esas enfermeras. Ella dijo: «Quería ver si realmente podían sentir alguna cosa».
Utilizando un tablero estándar de feria de ciencias, Rosa elaboró un protocolo de doble ciego, descrito como «simple y elegante» por otros científicos. Realizó la investigación a los nueve años de edad para la feria de ciencias de su curso de 4º grado. La prueba se desarrolló en dos fases. En 1996, 15 practicantes fueron probados en sus casas o consultas en diferentes días a lo largo de varios meses. En 1997, 13 practicantes, incluyendo 7 de la primera serie, fueron probados un único día.
La segunda serie fue observada y filmada por los productores del programa Scientific American Frontiers. El médico Stephen Barrett del Quackwatch fue el autor y supervisor, su madre (Linda Rosa, enfermera matriculada) fue la autora principal y su padrastro (Larry Sarner) fue el estadístico del artículo en el que el experimento fue sometido al Journal of the American Medical Association (JAMA). El estudio, que incluyó un extenso repaso bibliográfico, fue publicado el 1 de abril de 1998. George Lundberg, editor de JAMA, conocedor de la situación singular y única, dijo que: «La edad no es importante. La buena ciencia es lo que es importante, y es buena ciencia».
El estudio puso a prueba la capacidad de 21 practicantes del TT para detectar el CEH sin hacer uso de la vista. E. Rosa solicitó que cada practicante se sentara en una mesa y pasara sus manos a través de aberturas en la placa de madera. Del otro lado de la placa, Rosa seleccionaba aleatoriamente sobre cuál de las manos del practicante sobrevolaría su propia mano. A los practicantes se les preguntaba en cuál de sus manos detectaban el CEH. Cada uno hizo diez intentos, pero en promedio los practicantes acertaron la localización de la mano de Emily en solo la media esperada de 4,4. Algunos participantes, antes de la prueba, examinaron las manos de Emily y se les pidió que escogieran cuál de las manos ellos creían que producía el CEH más fuerte. Emily entonces usó aquella mano durante el experimento, pero los resultados no fueron mejores: mostraron que los practicantes del TT no eran capaces de detectar la mano más veces que la previstas por el azar. Por lo tanto Emily y los coautores concluyeron que no existe soporte empírico para el CEH y, por extensión, tampoco para el toque terapéutico.

### Reacciones
La publicación del experimento de Emily Rosa en la revista JAMA causó gran impacto en la prensa internacional. En un artículo en el matutino The New York Times, Emily Rosa fue comparada con el niño del cuento «El Nuevo Traje del Emperador».
El artículo informó que los padres de Emily --y coautores del proyecto-- eran Linda Rosa, una enfermera registrada que había hecho campañas contra el TT por casi una década, y Larry Sarner, titular del National Therapeutic Touch Study Group, una organización anti TT.
David J. Hufford sintió que el estudio presentaba problemas éticos porque los autores consiguieron la cooperación de los practicantes del toque terapéutico presentándoles el estudio como solo un «proyecto de feria de ciencias de cuarto grado». Hufford sintió que Emily Rosa faltó al deber de transparencia e incurrió en engaño. Pero el análisis de Hufford no tuvo en cuenta que la primera serie de pruebas era solo un trabajo de cuarto grado, sin intenciones de publicación futura. La publicación fue sugerida por Stephen Barrett algunos meses más tarde, después de haber sido informado de la realización del estudio. La segunda serie de pruebas fue realizada a solicitud del programa Scientific American Frontiers, con los participantes conocedores de que estaban siendo filmados.
Ningún experimento posterior fue hecho para cuestionar la validez de los descubrimientos de Emily.

## Premios
- 1998: Skeptic of the Year (Escéptica del Año); premio James Randi de la The Skeptics Society.
- 1998: Premio de 1000 dólares estadounidenses, de la James Randi Educational Foundation.
- 1999: reconocimiento por el Guinness Book of World Records (ISBN 1-892051-01-X) como la persona más joven que publicó un artículo de investigación original en una revista científica con revisión de pares.
- 2000: Colorado Science and Engineering Fair: primer lugar en Earth & Space Sciences ("Geodesy: measuring the circumference of the Earth with original instruments").[10]
- 2003: premio "The Future of Free Thought" (El Futuro del Libre Pensamiento), de la Atheist Alliance International.

## Apariciones en los medios
- Informativos de las redes ABC, CBS, NBC, PBS, BBC, Fox, CNN, MSNBC
- Nick News
- Brazil Idea
- I've Got a Secret
- Denver TELE
- Scientific American Frontiers (3 programas).[3]
- Discovery Channel (2 programas).
- All Things Considered, en ABC radio y NPR
- Presentación en la ceremonia del Premio Ig Nobel, en la Universidad de Harvard, en la cual recibió el Award in Science Education (Premio a la Educación en Ciencias), en ausencia de Dolores Krieger. Krieger ―profesora de enfermería y coinventora del toque terapéutico― fue citada "por demostrar los méritos del toque terapéutico, un método por el cual las enfermeras manipulan campos de energía de pacientes enfermos siendo cuidadosas para evitar el contacto físico con los pacientes». En su sarcástica aceptación del premio, Emily agradeció a Krieger por no haber investigado el tema durante dos décadas y dejarle a ella hacer la investigación básica del TT. Al día siguiente, Emily pronunció un discurso sobre su "Ig Nobel" en el MIT (Instituto Tecnológico de Massachusetts)..
- Stossel, John (6 de octubre de 1998): «The power of belief» (El Poder de la Creencia), programa de televisión del 6 de octubre de 1998 en el sitio web ABC News.
- «New Age Medicine», episodio en el programa de televisión Penn & Teller: Bullshit!, 2008, en el canal Showtime.

## Publicaciones
- L Rosa, E Rosa, L Sarner, S Barrett, "A Close Look at Therapeutic Touch". Journal of the American Medical Association, April 1, 1998; 279(13):1005–1010.
- "TT and Me," by Emily Rosa, Jr. Skeptic, 1998; 6(2):97–99.
- "A Different Way to Heal". Science Hotline: Scientists Answer Your Questions, with Emily Rosa, Scientific American Frontiers, PBS. Accedido en 11 de marzo de 2009.
- "How to lo Make an Alien Autopsy Cake," Emily Rosa y Linda Rosa, Jr. Skeptic, 1999; 7(3):105.
- "Growing Up Godless: How I Survived Amateur Secular Parenting" by Emily Rosa, in Parenting Beyond Belief: On Raising Ethical, Caring Kids Without Religion, Dale McGowan, ed., AMACOM, 2007. ISBN 0-8144-7426-8. (Otros autores incluidos en la selección: Richard Dawkins, Julia Sweeney y Penn Jillette.).